# 清溪山 (加平郡)
清溪山（韓語：청계산）是一座位于韓國京畿道抱川市和加平郡之间的山峰，主峰標高海拔849公尺。